# Somerton (Suffolk)
Somerton ist ein Dorf und eine Verwaltungseinheit im District Babergh in der Grafschaft Suffolk, England. Somerton ist 36,4 km von Ipswich entfernt. Im Jahr 2011 hatte es eine Bevölkerung von 212 Einwohnern (und Boxted). Somerton wurde 1086 im Domesday Book als Somerledetone/-Somerledetuna/Sumerledetuna erwähnt.